# Корир, Джулиус
Джулиус Корир — кенийский бегун на средние дистанции. Олимпийский чемпион 1984 года на дистанции 3000 метров с препятствиями. Победитель игр Содружества 1982 года. Чемпион мира по кроссу 1990 года в командном зачёте и бронзовый призёр в личном первенстве.
В 1982 году стал серебряным призёром чемпионата Африки на дистанции 3000 метров с/п. На первом чемпионате мира занял 7-е место.